# Werbig (Seelow)
Werbig ist ein Ortsteil der Stadt Seelow und liegt im Landkreis Märkisch-Oderland im Bundesland Brandenburg. Am 26. Oktober 2003 wurde die Eingemeindung nach Seelow vollzogen. Der Ortsteil gliedert sich in die bewohnten Gemeindeteile Werbig, Neulangsow und Alt Langsow.

## Geschichte
Der Name Werbig rührt von dem slawischen Wort „Werba“ für den Weidenbaum her. Es ist ein Ort echt slawischen Ursprungs.
Werbig gehörte wahrscheinlich schon 1244 zum Templerorden, „man weiß nicht seit welcher Zeit und durch wessen Schenkung“, der es 1308 an das Bistum Lebus verkaufte. Für das Ende des 14. Jahrhunderts ist belegt, dass die Bewohner Werbigs eine besondere Fischereiabgabe für die Oderitz entrichten mussten. Diesen Fluss gibt es heute nicht mehr.
1854 wurde der Ort von einem schweren Oderhochwasser getroffen. Der Gesamtschaden betrug 3800 Taler.
Im Juli 1880 wurde am Schnittpunkt der Königlich Preußischen Ostbahn mit der Bahnstrecke Eberswalde–Frankfurt (Oder) in Werbig ein Turmbahnhof in Betrieb genommen. Am 24. Juni 1942 ereignete sich im Personenbahnhof ein schwerer Unfall. Die Lokomotive eines Durchgangsgüterzuges hatte sich selbständig gemacht und fuhr unbemannt auf einen haltenden Personenzug auf. Zehn Menschen kamen dabei ums Leben, 23 wurden verletzt. Anfang 1945 zählte das Gebiet um Werbig zu den Hauptschauplätzen der Kämpfe zwischen der Wehrmacht und der Roten Armee.

### Eingemeindungen
Am 1. Juli 1950 entstand die Gemeinde Langsow beim Zusammenschluss der Vorgängergemeinden Alt Langsow und Neu Langsow. Am 1. Januar 1962 wurde Langsow nach Werbig eingemeindet.

### Einwohnerentwicklung
| Jahr          | 1875 | 1890 | 1910 | 1925 | 1933 | 1946 | 1993 | 2000 |
| Einwohnerzahl | 596  | 514  | 492  | 521  | 518  | 438  | 703  | 670  |

## Verkehr
Am Südrand von Neulangsow befindet sich, an der Kreuzung der Bahnstrecke Eberswalde–Frankfurt (Oder) mit der Preußischen Ostbahn, der Bahnhof Werbig, einer von 27 Turmbahnhöfen in Deutschland. Hier halten jeweils stündlich die Züge der Regionalbahnlinien RB 60 Eberswalde–Oder (oben) und RB 20 Berlin–Kostrzyn (unten). Beide Linien werden von der Niederbarnimer Eisenbahn betrieben.
Alle drei Gemeindeteile sind durch die Landesstraße L 37 mit Seelow verbunden.

## Mit Werbig verbundene Persönlichkeiten
- Werner Stötzer (1931–2010); Bildhauer, lebte und arbeitete ab 1979 in Alt Langsow
- Sylvia Hagen (* 1947); Bildhauerin, lebt und arbeitete seit 1979 in Alt Langsow
- Gabriele Koerbl (1948–2007), Bühnenbildnerin, Malerin und Grafikerin; lebte bis 2002 in Alt Langsow